# Still Corners
 (décembre 2022).
Si vous disposez d'ouvrages ou d'articles de référence ou si vous connaissez des sites web de qualité traitant du thème abordé ici, merci de compléter l'article en donnant les références utiles à sa vérifiabilité et en les liant à la section « Notes et références ».

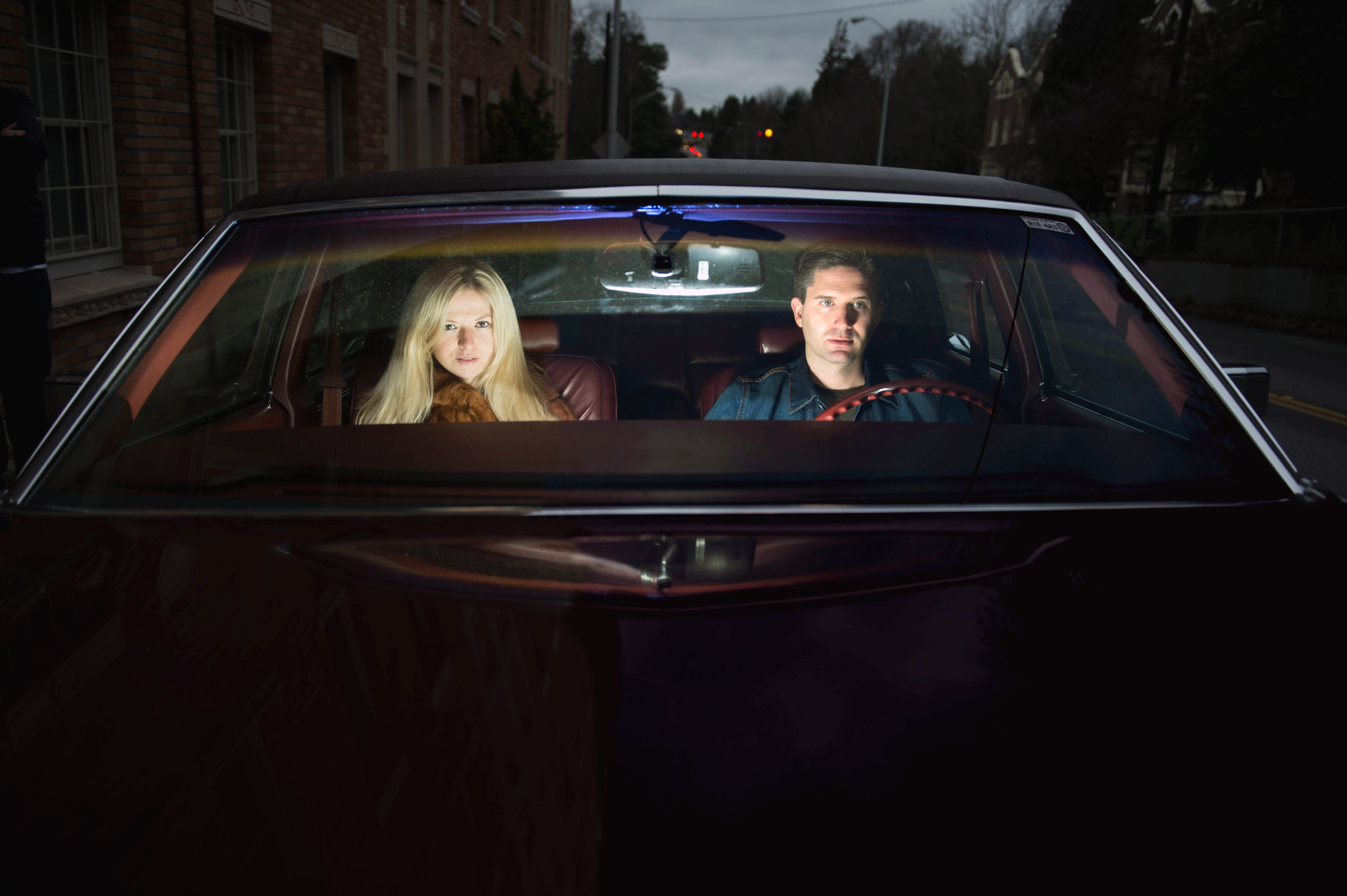
Still Corners.

Still Corners est un groupe formé en 2007 par le compositeur et producteur américain Greg Hughes et la chanteuse anglaise Tessa Murray. Installé à Londres, il évolue entre dream pop, synthpop, neo-psychedelia, new wave, indie pop et electronica.

## Biographie
Le duo se forme en 2007. Greg Hughes, un expatrié américain qui a grandi en Arizona et au Texas et vit en Angleterre depuis plusieurs années afin de poursuivre une carrière dans la musique, rencontre Tessa Murray par hasard à un arrêt de train à Londres,. Ils fondent leur groupe, Greg Hugues à la guitare et Tessa Murray au chant et aux claviers.
Still Corners sort son premier EP, Remember Pepper? , le 13 juin 2008, suivi d'un single 7", Don't Fall in Love, publié par le label britannique The Great Pop Supplement le 30 août 2010.
Le duo signe ensuite avec le label Sub Pop en 2011 et publie son premier album, Creatures of an Hour, qui reçoit des critiques favorables.
En octobre 2012, le groupe sort le single Fireflies  qui est désigné "Best New Track" par Pitchfork.
Le duo sort un deuxième album, Strange Pleasures, sur Sub Pop le 7 mai 2013. Le deuxième single, Berlin Lovers, reçoit une large couverture.
Le troisième album du groupe, Dead Blue, sort le 16 septembre 2016 sur son propre label, Wrecking Light Records. Still Corners publie en ligne la vidéo du premier single de l'album, Lost Boys.
Le 18 août 2018, le groupe sort son quatrième album Slow Air via son label Wrecking Light Records, puis embarque pour de nombreuses tournées en Europe, Amérique du Nord et Asie.
Le 22 janvier 2021 sort le cinquième album studio du groupe, The Last Exit, toujours sur son propre label Wrecking Light Records.
Il faut attendre le 5 avril 2024 pour voir un nouvel album paraître, Dream Talk, toujours sur le label maison Wrecking Light Records. Il s'ensuit une tournée au printemps aux Etats-Unis, puis en Europe, qui passe notamment par plusieurs dates françaises en septembre 2024.

## Influences
En 2013, Greg Hugues déclare être inspiré par des artistes comme Miles Davis, Yo La Tengo, Kate Bush et Lou Reed, mais aussi Wolfgang Amadeus Mozart.

## Discographie
Les deux artistes ont réalisé de nombreux opus,, dont :

### Albums Studio
- Creatures of an Hour (2011, Sub Pop)
- Strange Pleasures (2013, Sub Pop)
- Dead Blue (2016, Wrecking Light Records)
- Slow Air (2018, Wrecking Light Records) [9],[10]
- The Last Exit (2021, Wrecking Light Records)
- Dream Talk (2024, Wrecking Light Records)

### Singles et EP
- Remember Pepper? - CD EP (2007, autoproduit)
- Don't Fall in Love - 7" (2010, The Great Pop Supplement)
- Eyes (Rogue Wave cover) - digital (2010, self-released)
- History of Love split - 7' with The New Lines (2011, The Great Pop Supplement)
- Cuckoo - 7' (2011, Sub Pop)
- Endless Summer - promo CD (2011, Sub Pop)
- Into the Trees - promo CD (2011, Sub Pop)
- Cabot Cove flexi - 7" (2011, Sub Pop)
- Fireflies - 7" (2012, self-released)
- Berlin Lovers - digital (2013, Sub Pop)
- Horses at Night - digital (2015, self-released)
- Lost Boys - digital (2016, Wrecking Light)
- Down with Heaven and Hell - digital (2016, Wrecking Light)
- Black Lagoon - digital (2018, Wrecking Light)
- The Photograph - digital (2018, Wrecking Light)
- The Message - digital (2018, Wrecking Light)
- The Calvary Cross - cover Richard Thompson (musician), digital (2019, Wrecking Light)
- Crying - digital (2020, Wrecking Light)
- The Last Exit - digital (2020, Wrecking Light)
- White Sands - digital (2021, Wrecking Light)
- Heavy Days - digital (2021, Wrecking Light)
- Far Rider - digital (2022, Wrecking Light)
- Secret World - digital (2023, Wrecking Light)
- The Dream - digital (2024, Wrecking Light)
- Crysal Blue - digital (2024, Wrecking Light)

## Utilisation de morceaux dans les médias
| Chanson                               | Contexte                                        | Type          |
| ------------------------------------- | ----------------------------------------------- | ------------- |
| The Twilight Hour                     | Gossip Girl                                     | television    |
| Endless Summer                        | Nokia Lumia 920                                 | publicité     |
| Fireflies                             | Made in Chelsea                                 | television    |
| Fireflies, The Trip                   | Awkward                                         | television    |
| Fireflies                             | Cardinal Burns                                  | television    |
| Endless Summer                        | Waterloo Road                                   | television    |
| The Twilight Hour                     | Senka                                           | court métrage |
| Velveteen, Strange Pleasures          | Bare                                            | film          |
| I Wrote in Blood                      | Beauty & the Beast                              | television    |
| Strange Pleasures                     | Alamo Drafthouse Cinema, Steven Spielberg month | publicité     |
| Don't Fall in Love, Beginning to Blue | You're the Worst                                | television    |
| Down with Heaven and Hell             | Made in Chelsea                                 | television    |
| Fireflies                             | Weediquette                                     | television    |
| Endless Summer                        | Abandoned                                       | television    |
| Currents                              | Made in Chelsea                                 | television    |
| Currents                              | Lowriders (film)                                | film          |
| Don’t Fall in Love, Downtown          | Newness                                         | film          |
| We Killed the Moonlight               | Beyond (American TV series)                     | television    |
| Don’t Fall in Love                    | The Innocents (TV series)                       | television    |
| The Trip                              | Treehouse (Into the Dark)                       | television    |
| Fade Out                              | Impulse                                         | television    |
| The Message                           | Nancy Drew (série télévisée 2019)               | television    |
| The Trip                              | Sens Politique (France Culture 2022)            | radio         |